# A-League Pre-Season Challenge Cup 2006
A-League Pre-Season Challenge Cup 2006 spelades under juli och augusti 2006 som en uppladdning till ligaspelet. Denna säsongen var lite speciell då en bonusomgång spelades som även delade ut bonuspoäng för antal mål, 2 mål gav 1 poäng, 3 mål gav 2 poäng och 4 eller fler mål gav 3 poäng.

## Gruppspel

### Grupp A
| Nr | Lag                    | S | V | O | F | GM | IM | MS | P |
| -- | ---------------------- | - | - | - | - | -- | -- | -- | - |
| 1  | Central Coast Mariners | 4 | 2 | 2 | 0 | 5  | 2  | +3 | 8 |
| 2  | Adelaide United        | 4 | 2 | 2 | 0 | 2  | 0  | +2 | 8 |
| 3  | Melbourne Victory      | 4 | 1 | 1 | 2 | 5  | 7  | −2 | 6 |
| 4  | Perth Glory            | 4 | 0 | 2 | 2 | 2  | 6  | −4 | 2 |

|              | 15 juli 2006 | Central Coast Mariners            | 2 – 1   | Perth Glory    | Central Coast Stadium                                      |                                                            |
| 18:00 UTC+10 | 18:00 UTC+10 | Stewart Petrie 7′ Adam Kwasnik 8′ | Rapport | 62′ Leo Bertos | Gosford, New South Wales Publik: 5 860 Domare: James Lewis | Gosford, New South Wales Publik: 5 860 Domare: James Lewis |
| 18:00 UTC+10 | 18:00 UTC+10 |                                   |         |                | Gosford, New South Wales Publik: 5 860 Domare: James Lewis | Gosford, New South Wales Publik: 5 860 Domare: James Lewis |
| 18:00 UTC+10 | 18:00 UTC+10 |                                   |         |                | Gosford, New South Wales Publik: 5 860 Domare: James Lewis | Gosford, New South Wales Publik: 5 860 Domare: James Lewis |

|              | 16 juli 2006 | Melbourne Victory | 0 – 1           | Adelaide United | Aurora Stadium                                             |                                                            |
| 13:00 UTC+10 | 13:00 UTC+10 |                   | (0 – 0) Rapport | 65′ Carl Veart  | Launceston, Tasmanien Publik: 6 834 Domare: Matthew Breeze | Launceston, Tasmanien Publik: 6 834 Domare: Matthew Breeze |
| 13:00 UTC+10 | 13:00 UTC+10 |                   |                 |                 | Launceston, Tasmanien Publik: 6 834 Domare: Matthew Breeze | Launceston, Tasmanien Publik: 6 834 Domare: Matthew Breeze |
| 13:00 UTC+10 | 13:00 UTC+10 |                   |                 |                 | Launceston, Tasmanien Publik: 6 834 Domare: Matthew Breeze | Launceston, Tasmanien Publik: 6 834 Domare: Matthew Breeze |

|              | 22 juli 2006 | Central Coast Mariners | 0 – 0   | Adelaide United | Wade Park                                                    |                                                              |
| 15:00 UTC+10 | 15:00 UTC+10 |                        | Rapport |                 | Orange, New South Wales Publik: 4 344 Domare: Simon Przydacz | Orange, New South Wales Publik: 4 344 Domare: Simon Przydacz |
| 15:00 UTC+10 | 15:00 UTC+10 |                        |         |                 | Orange, New South Wales Publik: 4 344 Domare: Simon Przydacz | Orange, New South Wales Publik: 4 344 Domare: Simon Przydacz |
| 15:00 UTC+10 | 15:00 UTC+10 |                        |         |                 | Orange, New South Wales Publik: 4 344 Domare: Simon Przydacz | Orange, New South Wales Publik: 4 344 Domare: Simon Przydacz |

|             | 22 juli 2006 | Perth Glory      | 1 – 1           | Melbourne Victory | Dorrien Gardens                                             |                                                             |
| 22:00 UTC+8 | 22:00 UTC+8  | Stuart Young 59′ | (0 – 0) Rapport | 51′ Danny Allsopp | Perth, Western Australia Publik: 2 000 Domare: Angelo Nardi | Perth, Western Australia Publik: 2 000 Domare: Angelo Nardi |
| 22:00 UTC+8 | 22:00 UTC+8  |                  |                 |                   | Perth, Western Australia Publik: 2 000 Domare: Angelo Nardi | Perth, Western Australia Publik: 2 000 Domare: Angelo Nardi |
| 22:00 UTC+8 | 22:00 UTC+8  |                  |                 |                   | Perth, Western Australia Publik: 2 000 Domare: Angelo Nardi | Perth, Western Australia Publik: 2 000 Domare: Angelo Nardi |

|              | 29 juli 2006 | Melbourne Victory  | 1 – 3           | Central Coast Mariners                             | Olympic Park                                           |                                                        |
| 15:00 UTC+10 | 15:00 UTC+10 | Archie Thompson 4′ | (1 – 1) Rapport | 35′ Adam Kwasnik 63′ Paul O'Grady 77′ Noel Spencer | Melbourne, Victoria Publik: 6 593 Domare: Craig Zetter | Melbourne, Victoria Publik: 6 593 Domare: Craig Zetter |
| 15:00 UTC+10 | 15:00 UTC+10 |                    |                 |                                                    | Melbourne, Victoria Publik: 6 593 Domare: Craig Zetter | Melbourne, Victoria Publik: 6 593 Domare: Craig Zetter |
| 15:00 UTC+10 | 15:00 UTC+10 |                    |                 |                                                    | Melbourne, Victoria Publik: 6 593 Domare: Craig Zetter | Melbourne, Victoria Publik: 6 593 Domare: Craig Zetter |

|             | 30 juli 2006 | Perth Glory | 0 – 0   | Adelaide United | Dorrien Gardens                                             |                                                             |
| 18:00 UTC+8 | 18:00 UTC+8  |             | Rapport |                 | Perth, Western Australia Publik: 3 038 Domare: Angelo Nardi | Perth, Western Australia Publik: 3 038 Domare: Angelo Nardi |
| 18:00 UTC+8 | 18:00 UTC+8  |             |         |                 | Perth, Western Australia Publik: 3 038 Domare: Angelo Nardi | Perth, Western Australia Publik: 3 038 Domare: Angelo Nardi |
| 18:00 UTC+8 | 18:00 UTC+8  |             |         |                 | Perth, Western Australia Publik: 3 038 Domare: Angelo Nardi | Perth, Western Australia Publik: 3 038 Domare: Angelo Nardi |

### Grupp B
| Nr | Lag                   | S | V | O | F | GM | IM | MS | P  |
| -- | --------------------- | - | - | - | - | -- | -- | -- | -- |
| 1  | Sydney                | 4 | 3 | 1 | 0 | 7  | 2  | +5 | 12 |
| 2  | Newcastle United Jets | 4 | 0 | 2 | 2 | 4  | 6  | −2 | 3  |
| 3  | New Zealand Knights   | 4 | 0 | 3 | 1 | 2  | 3  | −1 | 3  |
| 4  | Queensland Roar       | 4 | 0 | 3 | 1 | 2  | 3  | −1 | 3  |

|              | 15 juli 2006 | Queensland Roar | 1 – 2   | Sydney                              | Carrara Stadium                                          |                                                          |
| 18:00 UTC+10 | 18:00 UTC+10 | Tim Smits 31′   | Rapport | 16′ Sašo Petrovski 87′ Alex Brosque | Gold Coast, Queensland Publik: 7 132 Domare: Peter Green | Gold Coast, Queensland Publik: 7 132 Domare: Peter Green |
| 18:00 UTC+10 | 18:00 UTC+10 |                 |         |                                     | Gold Coast, Queensland Publik: 7 132 Domare: Peter Green | Gold Coast, Queensland Publik: 7 132 Domare: Peter Green |
| 18:00 UTC+10 | 18:00 UTC+10 |                 |         |                                     | Gold Coast, Queensland Publik: 7 132 Domare: Peter Green | Gold Coast, Queensland Publik: 7 132 Domare: Peter Green |

|              | 16 juli 2006 | New Zealand Knights | 1 – 1           | Newcastle United Jets | North Harbour Stadium                 |                                       |
| 16:00 UTC+13 | 16:00 UTC+13 | Jonti Richter 39′   | (1 – 0) Rapport | 57′ Mark Bridge       | Auckland Publik: 804 Domare: Neil Fox | Auckland Publik: 804 Domare: Neil Fox |
| 16:00 UTC+13 | 16:00 UTC+13 |                     |                 |                       | Auckland Publik: 804 Domare: Neil Fox | Auckland Publik: 804 Domare: Neil Fox |
| 16:00 UTC+13 | 16:00 UTC+13 |                     |                 |                       | Auckland Publik: 804 Domare: Neil Fox | Auckland Publik: 804 Domare: Neil Fox |

|              | 22 juli 2006 | Sydney                                       | 2 – 1           | Newcastle United Jets    | Canberra Stadium                                                          |                                                                           |
| 14:00 UTC+10 | 14:00 UTC+10 | Nikolai Topor-Stanley 2′ Robbie Middleby 25′ | (2 – 0) Rapport | 68′ (sjm.) Terry McFlynn | Canberra, Australian Capital Territory Publik: 7 226 Domare: Ben Williams | Canberra, Australian Capital Territory Publik: 7 226 Domare: Ben Williams |
| 14:00 UTC+10 | 14:00 UTC+10 |                                              |                 |                          | Canberra, Australian Capital Territory Publik: 7 226 Domare: Ben Williams | Canberra, Australian Capital Territory Publik: 7 226 Domare: Ben Williams |
| 14:00 UTC+10 | 14:00 UTC+10 |                                              |                 |                          | Canberra, Australian Capital Territory Publik: 7 226 Domare: Ben Williams | Canberra, Australian Capital Territory Publik: 7 226 Domare: Ben Williams |

|              | 22 juli 2006 | Queensland Roar   | 1 – 1           | New Zealand Knights | Maroochydore Soccer Club                                      |                                                               |
| 18:00 UTC+10 | 18:00 UTC+10 | Spase Dilevski 8′ | (1 – 1) Rapport | 24′ Dani Rodrigues  | Maroochydore, Queensland Publik: 3 347 Domare: Matthew Breeze | Maroochydore, Queensland Publik: 3 347 Domare: Matthew Breeze |
| 18:00 UTC+10 | 18:00 UTC+10 |                   |                 |                     | Maroochydore, Queensland Publik: 3 347 Domare: Matthew Breeze | Maroochydore, Queensland Publik: 3 347 Domare: Matthew Breeze |
| 18:00 UTC+10 | 18:00 UTC+10 |                   |                 |                     | Maroochydore, Queensland Publik: 3 347 Domare: Matthew Breeze | Maroochydore, Queensland Publik: 3 347 Domare: Matthew Breeze |

|              | 29 juli 2006 | New Zealand Knights | 0 – 0   | Sydney | North Harbour Stadium                        |                                              |
| 12:00 UTC+13 | 12:00 UTC+13 |                     | Rapport |        | Auckland Publik: 3 121 Domare: Peter O'Leary | Auckland Publik: 3 121 Domare: Peter O'Leary |
| 12:00 UTC+13 | 12:00 UTC+13 |                     |         |        | Auckland Publik: 3 121 Domare: Peter O'Leary | Auckland Publik: 3 121 Domare: Peter O'Leary |
| 12:00 UTC+13 | 12:00 UTC+13 |                     |         |        | Auckland Publik: 3 121 Domare: Peter O'Leary | Auckland Publik: 3 121 Domare: Peter O'Leary |

|              | 29 juli 2006 | Newcastle United Jets | 0 – 0   | Queensland Roar | Port Macquarie Regional Stadium                                   |                                                                   |
| 18:30 UTC+10 | 18:30 UTC+10 |                       | Rapport |                 | Port Macquarie, New South Wales Publik: 2 822 Domare: James Lewis | Port Macquarie, New South Wales Publik: 2 822 Domare: James Lewis |
| 18:30 UTC+10 | 18:30 UTC+10 |                       |         |                 | Port Macquarie, New South Wales Publik: 2 822 Domare: James Lewis | Port Macquarie, New South Wales Publik: 2 822 Domare: James Lewis |
| 18:30 UTC+10 | 18:30 UTC+10 |                       |         |                 | Port Macquarie, New South Wales Publik: 2 822 Domare: James Lewis | Port Macquarie, New South Wales Publik: 2 822 Domare: James Lewis |

### Bonusomgång
|  | 4 augusti 2006 | Adelaide United       | 1 – 0           | New Zealand Knights | Hindmarsh Stadium                                             |                                                               |
|  |                | Carl Veart 19′ (str.) | (1 – 0) Rapport |                     | Adelaide, South Australia Publik: 12 006 Domare: Craig Zetter | Adelaide, South Australia Publik: 12 006 Domare: Craig Zetter |
|  |                |                       |                 |                     | Adelaide, South Australia Publik: 12 006 Domare: Craig Zetter | Adelaide, South Australia Publik: 12 006 Domare: Craig Zetter |
|  |                |                       |                 |                     | Adelaide, South Australia Publik: 12 006 Domare: Craig Zetter | Adelaide, South Australia Publik: 12 006 Domare: Craig Zetter |

|  | 5 augusti 2006 | Newcastle United Jets                | 2 – 3           | Melbourne Victory                                            | Scully Park                                                    |                                                                |
|  |                | Jade North 17′ Nick Carle 65′ (str.) | (1 – 1) Rapport | 4′ Archie Thompson 62′ (str.) Kevin Muscat 84′ Danny Allsopp | Tamworth, New South Wales Publik: 3 126 Domare: Matthew Breeze | Tamworth, New South Wales Publik: 3 126 Domare: Matthew Breeze |
|  |                |                                      |                 |                                                              | Tamworth, New South Wales Publik: 3 126 Domare: Matthew Breeze | Tamworth, New South Wales Publik: 3 126 Domare: Matthew Breeze |
|  |                |                                      |                 |                                                              | Tamworth, New South Wales Publik: 3 126 Domare: Matthew Breeze | Tamworth, New South Wales Publik: 3 126 Domare: Matthew Breeze |

|  | 6 augusti 2006 | Queensland Roar | 0 – 0   | Central Coast Mariners | Clive Berghofer Stadium                                 |                                                         |
|  |                |                 | Rapport |                        | Toowoomba, Queensland Publik: 4 571 Domare: Peter Green | Toowoomba, Queensland Publik: 4 571 Domare: Peter Green |
|  |                |                 |         |                        | Toowoomba, Queensland Publik: 4 571 Domare: Peter Green | Toowoomba, Queensland Publik: 4 571 Domare: Peter Green |
|  |                |                 |         |                        | Toowoomba, Queensland Publik: 4 571 Domare: Peter Green | Toowoomba, Queensland Publik: 4 571 Domare: Peter Green |

|  | 6 augusti 2006 | Sydney                                    | 3 – 0           | Perth Glory | WIN Stadium                                                        |                                                                    |
|  |                | Alex Brosque 26′, 27′ Sasho Petrovski 57′ | (2 – 0) Rapport |             | Wollongong, New South Wales Publik: 6 634 Domare: Strebre Delovski | Wollongong, New South Wales Publik: 6 634 Domare: Strebre Delovski |
|  |                |                                           |                 |             | Wollongong, New South Wales Publik: 6 634 Domare: Strebre Delovski | Wollongong, New South Wales Publik: 6 634 Domare: Strebre Delovski |
|  |                |                                           |                 |             | Wollongong, New South Wales Publik: 6 634 Domare: Strebre Delovski | Wollongong, New South Wales Publik: 6 634 Domare: Strebre Delovski |

## Spel om femte- till åttondeplats

### Slutspelsträd
|  | Semifinaler              | Semifinaler |   |                     | Match om femteplats  | Match om femteplats |  |
|  |                          |             |   |                     |                      |                     |  |
|  |                          |             |   |                     |                      |                     |  |
|  | Melbourne Victory (str.) | 0 (4)       |   |                     |                      |                     |  |
|  | Queensland Roar          | 0 (2)       |   |                     |                      |                     |  |
|  |                          |             |   |                     |                      |                     |  |
|  |                          |             |   |                     |                      |                     |  |
|  |                          |             |   |                     | Melbourne Victory    | 1                   |  |
|  |                          | Perth Glory | 0 |                     |                      |                     |  |
|  |                          |             |   |                     |                      |                     |  |
|  |                          |             |   |                     |                      |                     |  |
|  |                          |             |   |                     | Match om sjundeplats |                     |  |
|  |                          |             |   |                     |                      |                     |  |
|  | New Zealand Knights      | 0           |   | New Zealand Knights | 1                    |                     |  |
|  | Perth Glory              | 1           |   |                     | Queensland Roar      | 2                   |  |

### Semifinaler
|              | 11 augusti 2006 | New Zealand Knights | 0 – 1           | Perth Glory      | North Harbour Stadium                        |                                              |
| 17:30 UTC+13 | 17:30 UTC+13    |                     | (0 – 0) Rapport | 87′ Stuart Young | Auckland Publik: 1 104 Domare: Peter O'Leary | Auckland Publik: 1 104 Domare: Peter O'Leary |
| 17:30 UTC+13 | 17:30 UTC+13    |                     |                 |                  | Auckland Publik: 1 104 Domare: Peter O'Leary | Auckland Publik: 1 104 Domare: Peter O'Leary |
| 17:30 UTC+13 | 17:30 UTC+13    |                     |                 |                  | Auckland Publik: 1 104 Domare: Peter O'Leary | Auckland Publik: 1 104 Domare: Peter O'Leary |

|              | 11 augusti 2006 | Melbourne Victory                                            | 0000 0 – 0 (e.fl.)   | Queensland Roar                                           | Epping Stadium                                        |                                                       |
| 19:30 UTC+10 | 19:30 UTC+10    |                                                              | Rapport              |                                                           | Epping, Victoria Publik: 2 117 Domare: Simon Przydacz | Epping, Victoria Publik: 2 117 Domare: Simon Przydacz |
| 19:30 UTC+10 | 19:30 UTC+10    |                                                              |                      |                                                           | Epping, Victoria Publik: 2 117 Domare: Simon Przydacz | Epping, Victoria Publik: 2 117 Domare: Simon Przydacz |
| 19:30 UTC+10 | 19:30 UTC+10    | Kevin Muscat Rodrigo Vargas Archie Thompson Kristian Sarkies | Straffsparksläggning | Simon Lynch Steve Fitzsimmons Saša Ognenovski Chad Gibson | Epping, Victoria Publik: 2 117 Domare: Simon Przydacz | Epping, Victoria Publik: 2 117 Domare: Simon Przydacz |

### Match om sjundeplats
|              | 18 augusti 2006 | New Zealand Knights | 1 – 2           | Queensland Roar                               | North Harbour Stadium          |                                |
| 17:30 UTC+13 | 17:30 UTC+13    | Bazeley 65′         | (0 – 0) Rapport | 49′ Reinaldo Elias da Costa 55′ Dario Vidošić | Auckland Domare: Peter O'Leary | Auckland Domare: Peter O'Leary |
| 17:30 UTC+13 | 17:30 UTC+13    |                     |                 |                                               | Auckland Domare: Peter O'Leary | Auckland Domare: Peter O'Leary |
| 17:30 UTC+13 | 17:30 UTC+13    |                     |                 |                                               | Auckland Domare: Peter O'Leary | Auckland Domare: Peter O'Leary |

### Match om femteplats
|              | 18 augusti 2006 | Melbourne Victory | 1 – 0           | Perth Glory | Olympic Park Stadium                                   |                                                        |
| 19:30 UTC+10 | 19:30 UTC+10    | Danny Allsopp 84′ | (0 – 0) Rapport |             | Melbourne, Victoria Publik: 2 215 Domare: Ben Williams | Melbourne, Victoria Publik: 2 215 Domare: Ben Williams |
| 19:30 UTC+10 | 19:30 UTC+10    |                   |                 |             | Melbourne, Victoria Publik: 2 215 Domare: Ben Williams | Melbourne, Victoria Publik: 2 215 Domare: Ben Williams |
| 19:30 UTC+10 | 19:30 UTC+10    |                   |                 |             | Melbourne, Victoria Publik: 2 215 Domare: Ben Williams | Melbourne, Victoria Publik: 2 215 Domare: Ben Williams |

## Spel om första- till fjärdeplats

### Slutspelsträd
|  | Semifinaler                   | Semifinaler            |       |        | Grand Final            | Grand Final |  |
|  |                               |                        |       |        |                        |             |  |
|  |                               |                        |       |        |                        |             |  |
|  | Central Coast Mariners (e.f.) | 2                      |       |        |                        |             |  |
|  | Newcastle United Jets         | 1                      |       |        |                        |             |  |
|  |                               |                        |       |        |                        |             |  |
|  |                               |                        |       |        |                        |             |  |
|  |                               |                        |       |        | Central Coast Mariners | 1 (4)       |  |
|  |                               | Adelaide United (str.) | 1 (5) |        |                        |             |  |
|  |                               |                        |       |        |                        |             |  |
|  |                               |                        |       |        |                        |             |  |
|  |                               |                        |       |        | Match om tredjeplats   |             |  |
|  |                               |                        |       |        |                        |             |  |
|  | Adelaide United               | 2                      |       | Sydney | 2                      |             |  |
|  | Sydney                        | 1                      |       |        | Newcastle United Jets  | 0           |  |

### Semifinaler
|              | 11 augusti 2006 | Sydney           | 1 – 2           | Adelaide United                   | WIN Stadium                                                   |                                                               |
| 19:30 UTC+10 | 19:30 UTC+10    | David Carney 43′ | (1 – 1) Rapport | 16′ Travis Dodd 90′ Kristian Rees | Wollongong, New South Wales Publik: 4 210 Domare: Mark Shield | Wollongong, New South Wales Publik: 4 210 Domare: Mark Shield |
| 19:30 UTC+10 | 19:30 UTC+10    |                  |                 |                                   | Wollongong, New South Wales Publik: 4 210 Domare: Mark Shield | Wollongong, New South Wales Publik: 4 210 Domare: Mark Shield |
| 19:30 UTC+10 | 19:30 UTC+10    |                  |                 |                                   | Wollongong, New South Wales Publik: 4 210 Domare: Mark Shield | Wollongong, New South Wales Publik: 4 210 Domare: Mark Shield |

|              | 12 augusti 2006 | Central Coast Mariners                     | 0000 2 – 1 (e.fl.) | Newcastle United Jets | Central Coast Stadium                                       |                                                             |
| 18:00 UTC+10 | 18:00 UTC+10    | Stewart Petrie 52′ (str.) Paul O'Grady 96′ | (0 – 1) Rapport    | 25′ Vaughan Coveny    | Gosford, New South Wales Publik: 7 567 Domare: Ben Williams | Gosford, New South Wales Publik: 7 567 Domare: Ben Williams |
| 18:00 UTC+10 | 18:00 UTC+10    |                                            |                    |                       | Gosford, New South Wales Publik: 7 567 Domare: Ben Williams | Gosford, New South Wales Publik: 7 567 Domare: Ben Williams |
| 18:00 UTC+10 | 18:00 UTC+10    |                                            |                    |                       | Gosford, New South Wales Publik: 7 567 Domare: Ben Williams | Gosford, New South Wales Publik: 7 567 Domare: Ben Williams |

### Bronsmatch
|              | 19 augusti 2006 | Sydney                             | 2 – 0           | Newcastle United Jets | Campbelltown Stadium                                                |                                                                     |
| 19:30 UTC+10 | 19:30 UTC+10    | Sasho Petrovski 40′ Mark Rudan 68′ | (1 – 0) Rapport |                       | Campbelltown, New South Wales Publik: 5 326 Domare: Strebe Delovski | Campbelltown, New South Wales Publik: 5 326 Domare: Strebe Delovski |
| 19:30 UTC+10 | 19:30 UTC+10    |                                    |                 |                       | Campbelltown, New South Wales Publik: 5 326 Domare: Strebe Delovski | Campbelltown, New South Wales Publik: 5 326 Domare: Strebe Delovski |
| 19:30 UTC+10 | 19:30 UTC+10    |                                    |                 |                       | Campbelltown, New South Wales Publik: 5 326 Domare: Strebe Delovski | Campbelltown, New South Wales Publik: 5 326 Domare: Strebe Delovski |

### Final
|              | 19 augusti 2006 | Central Coast Mariners                                                      | 0000 1 – 1 (e.fl.)         | Adelaide United                                               | Central Coast Stadium                                          |                                                                |
| 18:00 UTC+10 | 18:00 UTC+10    | Andre Gumprecht 77′                                                         | (0 – 1) Rapport            | 7′ Carl Veart                                                 | Gosford, New South Wales Publik: 10 463 Domare: Simon Przydacz | Gosford, New South Wales Publik: 10 463 Domare: Simon Przydacz |
| 18:00 UTC+10 | 18:00 UTC+10    |                                                                             |                            |                                                               | Gosford, New South Wales Publik: 10 463 Domare: Simon Przydacz | Gosford, New South Wales Publik: 10 463 Domare: Simon Przydacz |
| 18:00 UTC+10 | 18:00 UTC+10    | Jamie McMaster Stewart Petrie Wayne O'Sullivan Noel Spencer John Hutchinson | Straffsparksläggning 4 – 5 | Richie Alagich Greg Owens Ross Aloisi Qu Shengqing Carl Veart | Gosford, New South Wales Publik: 10 463 Domare: Simon Przydacz | Gosford, New South Wales Publik: 10 463 Domare: Simon Przydacz |